# Gruppo Sportivo M.A.T.E.R. 1936-1937
Questa voce raccoglie le informazioni riguardanti la Gruppo Sportivo Motori Alimentatori Trasformatori Elettrici nelle competizioni ufficiali della stagione 1936-1937.

## Rosa
| N. |                   | Ruolo | Calciatore          |
| -- | ----------------- | ----- | ------------------- |
|    | Italia (bandiera) |       | Augusto Amitucci    |
|    | Italia (bandiera) |       | Aristide Bossi      |
|    | Italia (bandiera) |       | Mario Colizza       |
|    | Italia (bandiera) |       | Amedeo D’Ammasso    |
|    | Italia (bandiera) | A     | Dandolo Flumini     |
|    | Italia (bandiera) | C     | Aldo Giannini       |
|    | Italia (bandiera) |       | Attilio Giovannini  |
|    | Italia (bandiera) | A     | Fernando Longobardi |

| N. |                   | Ruolo | Calciatore        |
| -- | ----------------- | ----- | ----------------- |
|    | Italia (bandiera) |       | Enzo Lucidi       |
|    | Italia (bandiera) |       | Ernesto Monti     |
|    | Italia (bandiera) |       | Giuseppe Monzio   |
|    | Italia (bandiera) |       | Fernando Napoli   |
|    | Italia (bandiera) |       | Giuseppe Ostroman |
|    | Italia (bandiera) | D     | Nicola Pieri      |
|    | Italia (bandiera) | A     | Armando Preti     |
|    | Italia (bandiera) | C     | Alfredo Welby     |